# Damaliscus korrigum
Damaliscus lunatus korrigum é um antílope africano, uma subespécie do Damaliscus lunatus. Podem ser encontrados nas savanas e planícies semi-desérticas da África subsariana, principalmente em áreas protegidas, como o Parque Nacional de Virunga, na República Democrática do Congo e o Parque Nacional Akagera em Ruanda. Anteriormente foram considerados uma espécie distinta ("Damaliscus korrigum"), mas foram recentemente reclassificados como uma subespécie (Damaliscus lunatus korrigum).